# Sport-Informations-Dienst

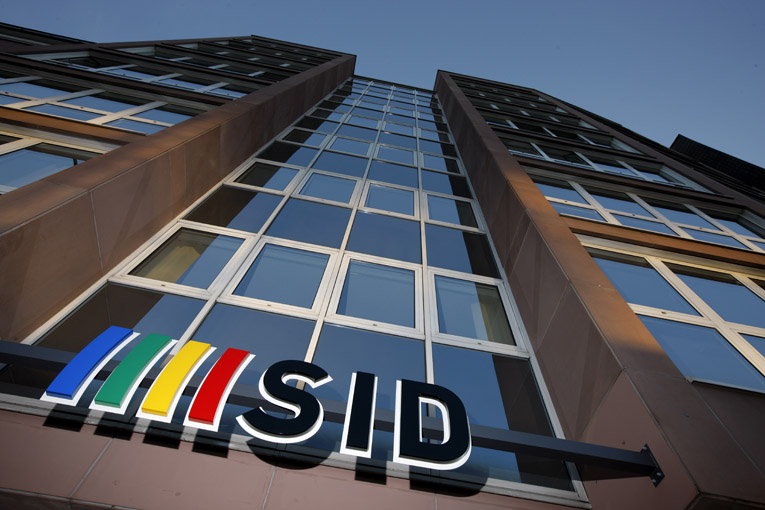
Blick auf die SID-Zentrale in Köln

Der Sport-Informations-Dienst (SID) ist eine Sport-Nachrichtenagentur und nach Aussage seiner Muttergesellschaft Europas größte Sport-Nachrichtenagentur. Im Mai 2010 verlagerte das Unternehmen seinen Standort von Neuss nach Köln und ist seitdem im J.P. Bachem-Haus am Ursulaplatz beheimatet. Der SID ist seit 1998 eine hundertprozentige Tochtergesellschaft der halbstaatlichen französischen Nachrichtenagentur AFP und beschäftigt in seiner Zentrale in Köln sowie in den Redaktionen in Hamburg, Berlin, Frankfurt am Main und München rund 50 feste sowie gut 100 freie Redakteure (Stand 2022). Die Geschäftsführung teilen sich Rainer Finke und Jens Wagner. Chefredakteur ist seit April 2024 Cai-Simon Preuten. Die Funktionen der Redaktionsleiter haben seit 2024 Oliver Mucha (Fußball) und Marco Heibel (Allgemeinsport) inne.

## Gründung
Der SID wurde am 15. September 1945 von Alfons Gerz (1913–1995) gegründet, der dem Unternehmen auch lange Jahre als Chefredakteur ein Gesicht gab. Die Gründung geht auf einen im Sommer 1945 vom Pressebüro Roebel in Düsseldorf gestarteten Wirtschafts- und Kulturpressedienst zurück, der ab dem 1. Oktober des Jahres um Sportnachrichten erweitert wurde. Ab dem 11. April 1946 erschien dieser Sport-Briefdienst erstmals unter dem Titel „Sport-Informations-Dienst“, der zunächst dreimal pro Woche – analog zum Rhythmus der Tageszeitungen an Rhein und Ruhr – versendet wurde.

## Gesellschaftsform
1972 wurde der SID rechtlich und wirtschaftlich vom Pressebüro Roebel abgespalten und in Form einer GmbH neu organisiert. 1997 übernahm die halbstaatliche französische Nachrichtenagentur Agence France-Presse (AFP) über ihre deutsche Tochter AFP GmbH die Mehrheit am SID von den Gesellschaftern aus der Familie des SID-Gründers Alfons Gerz. Seit 1998 ist der SID eine hundertprozentige Tochtergesellschaft der französischen Nachrichtenagentur AFP.

## Kerngeschäft

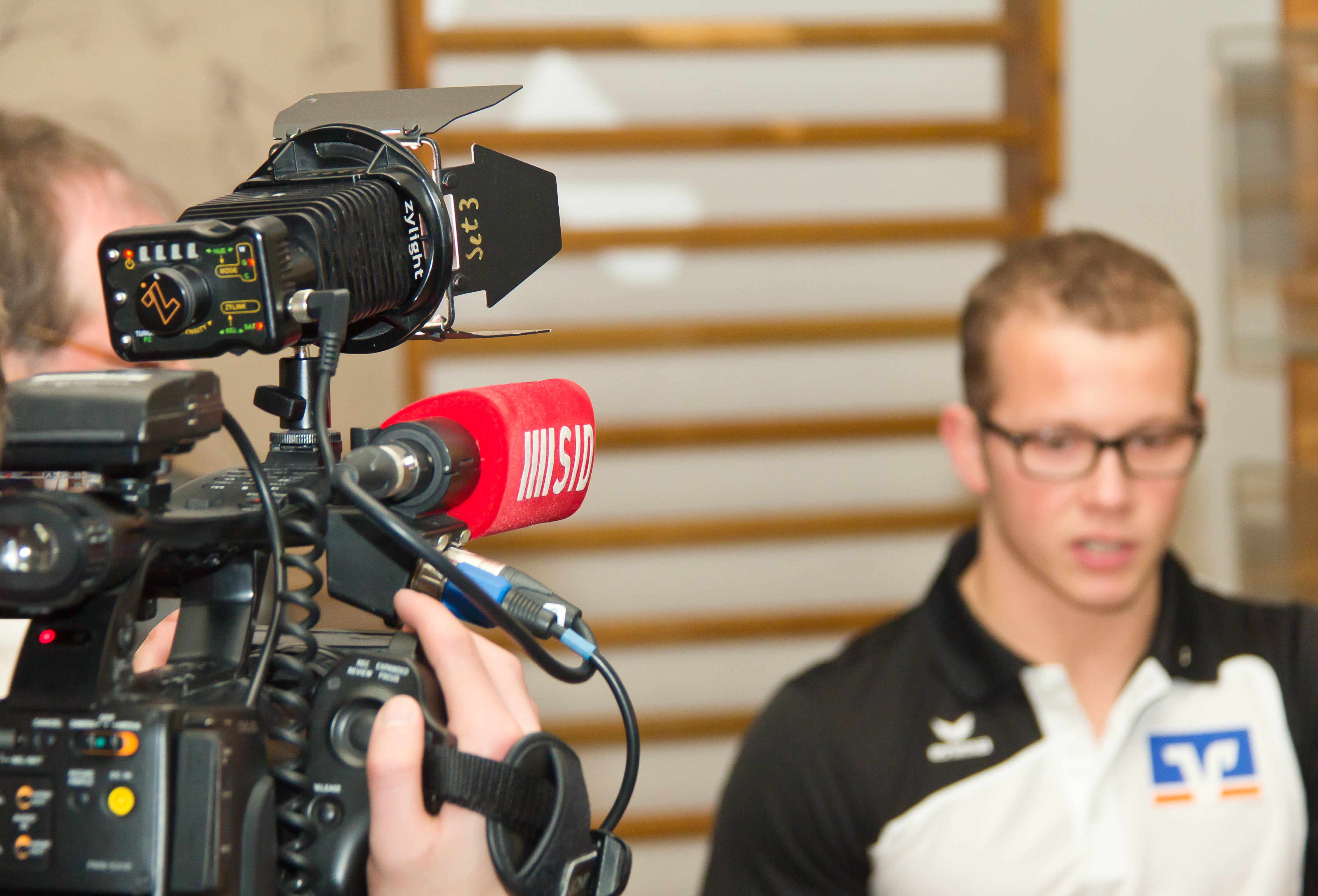
Ein Kamerateam des Sport-Informations-Dienstes nimmt die Überreichung von Objekten auf, die Fabian Hambüchen dem Deutschen Sport & Olympia Museum in Köln zur Verfügung stellt

Der Sport-Informations-Dienst erbrachte als ursprünglich reine Wort-Agentur für alle namhaften Sportredaktionen von Tageszeitungen sowie Radio- und Fernsehstationen Dienstleistungen in der Sportberichterstattung. Erster Kunde des SID war der im Herbst 1945 gegründete Rundfunksender NWDR. 1962 wurde ein telefonischer Ansagedienst für Sportmeldungen eingerichtet. Das traditionelle Angebot des SID wurde 1996 zunächst um die grafische Darstellung von Nachrichten erweitert; seit 1997 bietet der SID auch einen bebilderten Multimediadienst (SID Stories) an. 2010 startete das Unternehmen die Produktion von Bewegtbild, wodurch ein starkes weiteres Geschäftsfeld entstanden ist.

## Außenbüros
Das erste Außenbüro des SID wurde bereits 1949 von Jupp Wolff und Werner Schneider in Hamburg gegründet, zwei Jahre später erfolgte dann die Einrichtung eines weiteren Außenbüros in Frankfurt am Main, dessen Leitung zunächst von Theo Bourquin übernommen wurde. Seit 1969 unterhält der SID auch in München und seit 1983 in Berlin Außenbüros. Das Leipziger Außenbüro wurde 2009 geschlossen.

## Technik
In der Anfangszeit nutzte der SID die Telefonleitungen der britischen Besatzungstruppen. Später wurde ein eigenes Verbreitungsnetz aufgebaut, wobei zunächst Hellschreiber eingesetzt wurde. Ab 1952 stellte der SID als erste westdeutsche Agentur auf Funk-Fernschreiber um. Da das SID-Verbreitungsnetz nicht ausgelastet war, nutzte die Ende 1971 gegründete Nachrichtenagentur Deutscher Depeschendienst (ddp) diese Leitungen zunächst mit. Auch die Katholische Nachrichten-Agentur (KNA) nutzte ab 1963 teilweise die SID-Funkwelle, um ihre Verbreitung zu verbessern. Seit 1992 liefert der SID seinen Textdienst über ein Satelliten-Nachrichten-Netz aus, 2005 startete die Auslieferung per FTP. Viele Kundengruppen beziehen die SID-Dienste mittlerweile auch über das Kundenportal AFP News.

## SID Ausbildung
2011 gründete der SID eine eigene Sport-Journalistenschule, deren erster Jahrgang mit acht Volontären die 24-monatige Ausbildung zum Sportredakteur im März 2011 begann. Im Mittelpunkt der Basisausbildung standen die Vermittlung von Grundlagen wie Recherche und Presserecht, das klassische Handwerk des schreibenden Journalisten und die Arbeit als Videoreporter. Ein dritter Jahrgang wurde 2012 ausgeschrieben. In der Folge wurde die Journalistenschule eingestellt, hatte sie ihre Wirkung ja erzielt und die Ausbildung ins Zentrum der Nachrichtenagentur gerückt. Der SID bildet fortlaufend, beginnend zwei Mal im Jahr, Volontäre aus und bezeichnet sich als Ausbildungsbetrieb.

## SID Sportmarketing & Communication Services GmbH
2009 gründete der SID die hundertprozentige Tochtergesellschaft SID Sportmarketing & Communication Services GmbH (kurz SID Marketing), die im Juni 2011 mit ihrer Schwestergesellschaft cosmos-pps Kommunikations GmbH zusammengeführt wurde. SID Marketing bietet Presse- und Öffentlichkeitsarbeit sowie Sportmarketing für Unternehmen, Veranstalter und Verbände im Sportbusiness an. Geschäftsführer von SID-Marketing ist Pierre Klein (Stand 2022).